# Plaza Bolívar de Calabozo
La plaza Bolívar de Calabozo es un parque urbano ubicado en plena zona céntrica en el municipio Francisco de Miranda de Venezuela. Abarca una manzana, ubicada frente a la Catedral Metropolitana y constituye el núcleo fundacional de la ciudad, la cual fue fundada por españoles en 1724 por misioneros capuchinos. La plaza hace homenaje a los llaneros vencedores de Pablo Montillo en la Batalla de Carabobo efectuada el 12 de febrero de 1818, liderizada por Simón Bolívar e inscrito el homenaje a un costado del pedestal del Libertador.
Tiene un diseño muy parecido a la Plaza Bolívar de Caracas y de Coro siendo estas tres las únicas en el país en la que la plaza es circundada con rejas perimetrales. La mayoría de las plazas que llevan el nombre de Simón Bolívar constan de un busto del libertador. La plaza Bolívar de Calabozo, al igual que la plaza Bolívar de Maracay son de las pocas en el país con una estatua ecuestre de Bolívar.
El terreno era compartido por la catedral de la ciudad. En 1918 el cementerio fue reubicado para dar cabida a la plaza y avenidas vehiculares y finalmente dedicada a sus funciones de parque en 1930 con remodelaciones en los años 1993 y 1995. Durante la primera remodelación se le agregó a su espacio una reja perimetral metálica y varios faroles para su iluminación, mientras que en la segunda intervención se le instalaron bancos de concreto sobre caminerías de terracota y cemento y nuevas rejas. Sus espaciosas instalaciones presentan una amplia variedad de biotipos de la rica botánica nacional así como, monópteros faroles y una gran variedad de fuentes luminosas.